# Bernhard Wild (Politiker)
Bernhard Wild (* 26. Januar 1776 in St. Gallen; heimatberechtigt ebenda; † 18. Januar 1832 ebenda) war ein Schweizer Arzt, Politiker und Bürgermeister.

## Leben
Bernhard Wild war der Sohn des Hans Balthasar Wild und der Anna, geborene Weibrath Scheitlin. Er wurde Feldarzt in der Armee von Napoleon Bonaparte in Oberitalien und widmete sich der Wundarznei. 1798 kehrte er nach St. Gallen zurück und arbeitete als Arzt in seiner Heimatstadt. Er vervollständigte sein Medizinstudium und wurde 1801 als Doktor der Medizin und Chirurgie in Tübingen promoviert. Fortan konzentrierte er sich auf die innere Heilkunde.
Wild hatte zahlreiche politische Ämter inne. So war er ab 1799 Vizepräsident des Kantonalen Sanitätsrats, ab 1817 Stadt- und Schulrat sowie ab 1823 Stadtarzt und bis 1832 Administrator des Waisenhauses. 1829 löste er Hermann von Fels als Stadtratspräsident von St. Gallen ab. Dieses Amt hatte er bis zu seinem Tod 1832 inne.